# 吳香倫
吳香倫（英語：Helen Ng Heung-lun，1959年8月10日—），香港女歌手及演員。現為無綫電視基本藝人合約女藝員，曾參演多部電視劇。

## 背景
吳香倫的父親是粤語長片明星吳殷志，妹妹是歌手吳江倫。她早年在九龍土瓜灣一帶成長，小時候常到片場看戲。因為喜歡學習唱歌，所以父親安排她在12歲時跟隨歌唱老師鮑蓓莉上課。吳香倫早年就讀天主教普愛學校，在校時以數學科的表現較差，不喜歡讀書且害怕背誦，但喜歡音樂課。後來父親的老師顧文忠留意到她有演藝天份，於是取錄當時只有9歲的她成為第9期南國實驗劇團的學員。同屆同學計有著名演員羅樂林。畢業後她參加《全港民歌公開歌唱比賽》，憑一首中國民歌〈紡織姑娘〉贏得「十五歲以下組別」的冠軍銜頭。在11歲的時候她已在荔園登台唱歌。雖然只是小學畢業，不過她一邊進修英語，一邊繼續當職業歌手。一次在胡楓及鄭君綿主持的夜總會節目中唱了幾首歌，自此開展其歌唱事業，於酒廊演出。
吳香倫於1975年至1978年與陳浩德、鄭君綿、鄭錦昌等人推出多張雜錦專輯，1976年為邵氏電影公司電影「蛇王子」女主角林珍奇幕後代唱，並推出電影原聲大碟。1977年至1981年，她簽約成為無綫電視《歡樂今宵》的合約歌手，同期歌手有劉鳳屏、徐小鳳、陳百強、鄭錦昌、關菊英等，直至1986年才完全離開《歡樂今宵》。1979年推出個人專輯《簾捲西風》，收錄香港電台廣播劇同名主題曲《簾捲西風》，並成為吳香倫首本名曲。在服務無綫電視時期，她曾參與拍攝如《執位夫妻》、《挑戰》等劇集，但戲份不多，只屬客串的角色。之後，吳香倫於1980至1990年代在香港和外地的歌廳及夜總會登台。2006年，她参於汪明荃主持的節目《名曲滿天星》並演唱多首名曲，翌年5月参演《再會歡樂今宵》接受鄭裕玲的訪問。另外又曾参與《明愛暖萬心》的演唱環節及客串電視劇集演出。
到了2007年獲梅小青邀請拍攝劇集，以特約演員身份再次回歸無綫電視。此前吳香倫曾與其妹吳江倫去澳洲及中國大陸地區演出，到美國、加拿大、澳洲、法國、中國大陸、馬來西亞、泰國、新加坡等地演唱。吳香倫於2007年至2012年五年間一直當特約演員，大部分角色都不會在演員名單留名，直至2012年才成爲無綫合約藝人。她曾於2013年《萬千星輝賀台慶》中獲得價值48萬的18K白金鑽石項鏈。吳香倫現時是獅子會香港東方之珠分會的理事，經常參與多項本地與國內的慈善活動。近年出演《愛·回家之開心速遞》一劇中「譚何容儀」一角而再受關注。2019年被診斷患上皮肌炎。

## 個人生活
2017年，吳香倫被網民發現她與無綫電視資深演員陳榮峻譜黃昏戀。同年12月8日，已與吳香倫拍拖3年的陳榮峻求婚成功，二人並於2018年7月10日進行羅馬天主教婚禮。接受訪問時表示於婚前還要上婚前輔導班，取得合格證書才獲批准。

## 演出作品

### 電視劇
| 首播       | 劇名                 | 角色                                                                           |
| 無綫電視   |                      |                                                                                |
| 1985年     | 挑戰                 |                                                                                |
| 1986年     | 執位夫妻             |                                                                                |
| 1987年     | 男兒本色             | 舞小姐                                                                         |
| 2008年     | 同事三分親           | 施古芬（第212集）                                                              |
| 2008年     | 法證先鋒II           |                                                                                |
| 2008年     | 溏心風暴之家好月圓   | 敏姐                                                                           |
| 2008年     | Click入黃金屋        | 何秀瑩                                                                         |
| 2009年     | 學警狙擊             | 娟母                                                                           |
| 2009年     | 畢打自己人           | Auntie Maggie、張醫生（第183集）、孔二夫人（第309集）                          |
| 2009年     | 烈火雄心3            | 師奶                                                                           |
| 2009年     | 巴不得爸爸...        | 史同學母                                                                       |
| 2010年     | 蒲松齡               | 春娘                                                                           |
| 2010年     | 施公奇案II           | 牛嬸                                                                           |
| 2010年     | 天天天晴             | 陳麗卿                                                                         |
| 2010年     | 刑警                 | 容玉蓮（容姨）                                                                 |
| 2011年     | 誰家灶頭無煙火       | 金太                                                                           |
| 2011年     | 點解阿Sir係阿Sir     | 鄭月琴                                                                         |
| 2011年     | 怒火街頭             | 根嫂                                                                           |
| 2011年     | 真相                 | 何美萍                                                                         |
| 2011年     | 法證先鋒III          | 潘美雲                                                                         |
| 2012年     | 換樂無窮             | 秀萍                                                                           |
| 2012年     | On Call 36小時       | 嚴錢蕊莎                                                                       |
| 2012年     | 當旺爸爸             | Rosa To                                                                        |
| 2012年     | 拳王                 | 麗媚                                                                           |
| 2012年     | 心戰                 | 曼娜                                                                           |
| 2012年     | 愛·回家 (第一輯)     | 糖水店老闆娘（第3集、177集、403集）、鼎妻（第242、512集）、汪太（第352-354集） |
| 2012年     | 衝呀！瘦薪兵團       | 貴婦                                                                           |
| 2012年     | 回到三國             | 媒人                                                                           |
| 2012年     | 護花危情             | 霞姨                                                                           |
| 2012年     | 雷霆掃毒             | 姚寶珠                                                                         |
| 2012年     | 法網狙擊             | 易會友之母                                                                     |
| 2013年     | 初五啟市錄           | 高麗茱                                                                         |
| 2013年     | 老表，你好嘢！       | 江麗婷                                                                         |
| 2013年     | 心路GPS              | 舞蹈學員                                                                       |
| 2013年     | 戀愛季節             | 吳雋楷之母親                                                                   |
| 2013年     | 女警愛作戰           | 甄芷妮之表姐                                                                   |
| 2013年     | 熟男有惑             | Jacobs之母                                                                     |
| 2013年     | 仁心解碼II           | 區鳳蓮                                                                         |
| 2013年     | 貓屎媽媽             | 闊太                                                                           |
| 2013年     | 神探高倫布           | 陳秀鳳                                                                         |
| 2013年     | 好心作怪             | 張國耀妻子                                                                     |
| 2013年     | 神鎗狙擊             | 周月鳳                                                                         |
| 2013年     | 巨輪                 | 阿施                                                                           |
| 2013年     | 法外風雲             | 洪美華                                                                         |
| 2013年     | My盛Lady             | 何太                                                                           |
| 2014年     | 舌劍上的公堂         | 程文氏                                                                         |
| 2014年     | 新抱喜相逢           | 清                                                                             |
| 2014年     | 單戀雙城             | 薇姐                                                                           |
| 2014年     | 食為奴               | 紀秋菊                                                                         |
| 2014年     | 愛我請留言           | 方麗珠                                                                         |
| 2014年     | 女人俱樂部           | 朱月鳳                                                                         |
| 2014年     | 點金勝手             | 醫生                                                                           |
| 2014年     | 寒山潛龍             | 戴夫人                                                                         |
| 2014年     | 我們的天空           | 洪翼之母                                                                       |
| 2014年     | 忠奸人               | 阮太                                                                           |
| 2014年     | 使徒行者             | 高嘉美                                                                         |
| 2014年     | 大藥坊               | 村民                                                                           |
| 2014年     | 飛虎II               | 金魚店老闆娘                                                                   |
| 2014年     | 老表，你好hea！      | 大婆                                                                           |
| 2014年     | 醋娘子               | 寶老闆之妻                                                                     |
| 2014年     | 八卦神探             | 師奶                                                                           |
| 2014年     | 宦海奇官             | 莫三娘                                                                         |
| 2015年     | 四個女仔三個BAR      | 林梅                                                                           |
| 2015年     | 潮拜武當             | 單麗珠                                                                         |
| 2015年     | 鬼同你OT             | 陳太                                                                           |
| 2015年     | 收規華               | 祥嫂                                                                           |
| 2015年     | 陪著你走             | 從母                                                                           |
| 2015年     | 張保仔               | Linda                                                                          |
| 2015年     | 東坡家事             | 岳媽媽                                                                         |
| 2015年     | 刀下留人             | 牙婆                                                                           |
| 2016年     | 鐵馬戰車             | 馮帶娣                                                                         |
| 2016年     | 末代御醫             | 伏明珠                                                                         |
| 2016年     | 殭                   | 老闆娘                                                                         |
| 2016年     | 愛·回家之八時入席    | 嫻                                                                             |
| 2016年     | 純熟意外             | 瑤母                                                                           |
| 2016年     | 一屋老友記           | 玲                                                                             |
| 2016年     | 為食神探             | 董事                                                                           |
| 2016年     | 幕後玩家             | 婷                                                                             |
| 2016年     | 巾帼枭雄之谍血长天   | 蓮月                                                                           |
| 2017年至今 | 愛·回家之開心速遞    | 譚何容儀                                                                       |
| 2017年     | 味想天開             | 孟春花（孟婆）                                                                 |
| 2017年     | 乘勝狙擊             | 芯姐                                                                           |
| 2017年     | 親親我好媽           | 毛太                                                                           |
| 2017年     | 與諜同謀             | 謝詠芯                                                                         |
| 2017年     | 同盟                 | 令蔣秀萍（中年）                                                               |
| 2017年     | 雜警奇兵             | 彭胡美玲                                                                       |
| 2017年     | 誇世代               | 菜婆                                                                           |
| 2017年     | 溏心風暴3            | 姐                                                                             |
| 2018年     | 平安谷之詭谷傳說     | 姚大姑                                                                         |
| 2018年     | 波士早晨             | 任李瑜玉                                                                       |
| 2018年     | 翻生武林             | 王夫人                                                                         |
| 2018年     | 三個女人一個「因」   | 商映紅                                                                         |
| 2018年     | 逆緣                 | 陳師奶                                                                         |
| 2018年     | 宮心計2深宮計        | 王嬤嬤                                                                         |
| 2018年     | BB來了               | Auntie Kwok                                                                    |
| 2018年     | 跳躍生命線           | 明嬸                                                                           |
| 2018年     | 兄弟                 | 駐場歌手                                                                       |
| 2018年     | 大帥哥               | 婉母                                                                           |
| 2019年     | 荷里活有個大老千     | 任姐                                                                           |
| 2019年     | 福爾摩師奶           | 雲嫣                                                                           |
| 2019年     | 包青天再起風雲       | 寇珠                                                                           |
| 2019年     | 她她她的少女時代     | 瑜                                                                             |
| 2019年     | 金宵大廈             | 團友                                                                           |
| 2019年     | 解決師               | 華嬸                                                                           |
| 2020年     | 丫鬟大聯盟           | 徵婚者娘                                                                       |
| 2020年     | 黃金有罪             | 歡姐                                                                           |
| 2020年     | 大醬園               | 李八妹                                                                         |
| 2020年     | 法證先鋒IV           | 蕭桂群                                                                         |
| 2020年     | 機場特警             | 清潔姐                                                                         |
| 2020年     | 降魔的2.0            | Teddy母                                                                        |
| 2020年     | 過街英雄             | 譚校長                                                                         |
| 2020年     | 踩過界II             | 福嬸                                                                           |
| 2021年     | 陀槍師姐2021         | 兇手                                                                           |
| 2021年     | 逆天奇案             | 黃冬梅                                                                         |
| 2021年     | 一笑渡凡間           | 信眾                                                                           |
| 2021年     | 寶寶大過天           | 校長                                                                           |
| 2021年     | 智能愛人             | 妹記                                                                           |
| 2021年     | 七公主               | 張太                                                                           |
| 2021年     | 換命真相             | 荳花店老闆娘                                                                   |
| 2021年     | 十月初五的月光       | 娟姐                                                                           |
| 2022年     | 鐵拳英雄             | 嫻母                                                                           |
| 2022年     | 雙生陌生人           | 桃姐                                                                           |
| 2022年     | 童時愛上你           | 龍姐                                                                           |
| 2022年     | 痞子殿下             | 鳳仙                                                                           |
| 2022年     | 凶宅清潔師（J2首播） | 洪逸曦母親                                                                     |
| 2022年     | 美麗戰場             | 祥嬸                                                                           |
| 2022年     | 輕·功                | Miss Chan                                                                      |
| 2022年     | 有種好男人           | 杏姐                                                                           |
| 2023年     | 新四十二章           | 侍應                                                                           |
| 2023年     | 隱形戰隊             | 基母                                                                           |
| 2023年     | 法言人               | 邱師奶                                                                         |
| 2023年     | 隱門                 | 馮嬌                                                                           |
| 2023年     | 靈戲逼人             | 玲瓏鳳                                                                         |
| 2024年     | 逆天奇案2            | 沈宏福街坊                                                                     |
| 2024年     | 黑色月光             | 張碧芬                                                                         |
| 2025年     | 刑偵12               | 嘉儀母                                                                         |
| 亞洲電視   |                      |                                                                                |
| 1986年     | 通靈                 | 莎拉                                                                           |

### 電影
- 1996年：聊齋 飾 蛇妖
- 2000年：孫子兵法 飾 栗夫人
- 2004年：公司大，有什麼用 飾 清潔工人
- 2007年：鍾意媽咪的新佬抖 飾 陳碧霞
- 2011年：桃姐
- 2012年：愛 飾 陸心蘭
- 2020年：肥龍過江 飾 銀行女職員

### 綜藝節目
- 2006年：名曲滿天星
- 2007年：再會歡樂今宵
- 2008年：演藝界512關愛行動
- 2014年：區區有鬼故
- 2016年：湊仔攻略
- 2018年：1+1的深情

## 歌曲
| 年份   | 歌曲名稱         | 性質 | 備註 | 首次收錄專輯 |
| 1979年 | 簾捲西風（專輯） |      |      |              |
| 1979年 | 就算情未變       |      |      |              |
| 1987年 | 哪一天           |      |      |              |
| 1987年 | 如果忘記         |      |      |              |
| 1994年 | 心傷了           |      |      |              |
| 2003年 | 皇宮慈夢         |      |      |              |

## 訪問
- 2013年：TVB週刊第844期（專題「金之綠葉」）

## 外部連結
- 吳香倫的Facebook專頁